# CA 라누스
라누스(Club Atlético Lanús)는 아르헨티나 부에노스아이레스의 라누스 지역을 근거로 하는 축구클럽이다. 1915년 1월 3일 설립되었다.
수차례 1부 리그와 2부 리그를 전전하던 팀이었으나 1996년 코파 CONMEBOL을 우승하고 2007년에는 클럽 역사상 가장 화려한 성과를 거두면서 창단 92년 만에 프리메라 디비시온(아페르투라) 우승을 차지했다. 아페르투라 기간 중에 호세 산드 (José Sand)는 15경기에서 15골을 넣으면서 팀의 영웅이 되었다.
라누스는 1978년 약 200만 달러의 채무로 파산 직전에 이르렀으나 소시오들의 원조로 채무관계를 청산하고 2부 리그로 복귀한 역사가 있다. 라누스 소시오들의 활약은 인상적이어서 당시 클럽 소시오의 숫자는 2 천여 명이었으나 1981년에는 만 여명을 넘겼다.
라누스는 축구팀 외에 아마추어 농구 배구 태권도 합기도 핸드볼 팀 등도 소유하고 있다.

## 우승 기록
- 코파 CONMEBOL : 1996년
- 프리메라 디비시온 : 2007년 아페르투라, 2016
- 코파 수다메리카나: 2013
- 코파 이백 년간 계속되는: 2016

## 선수 명단

### 현역
참고: FIFA 자격 규정에 따라 소속된 국가대표팀 국기를 표시합니다. 선수는 복수의 FIFA 비회원국 국적을 가지고 있을 수 있습니다.
| 번호 | 포지션 | 국적 | 이름 |
| ---- | ------ | ---- | ---- |

| 번호 | 포지션 | 국적     | 이름             |
| ---- | ------ | -------- | ---------------- |
| 21   | DF     | 우루과이 | 아르만도 멘데스  |
| 35   | DF     | 파라과이 | 로날도 드 헤수스 |

## 역대 감독
| 감독                     | 임기        |
| ------------------------ | ----------- |
| 마누엘 플레이타스 솔리치 | 1932        |
| 마누엘 플레이타스 솔리치 | 1937        |
| 마누엘 플레이타스 솔리치 | 1946        |
| 엑토르 쿠페르            | 1995 ~ 1997 |